# 9963 Sandage
9963 Sandage là một tiểu hành tinh vành đai chính. Nó bay quanh Mặt Trời theo chu kỳ 3.58 năm.
Được phát hiện ngày 9 tháng 1 năm 1992 bởi E. F. Helin, tên chỉ định của nó là "1992 AN". Nó được đổi tên sau đó là "Sandage" theo tên của Allan Sandage, một nhà thiên văn học Hoa Kỳ.